# Giovanni Girolamo Morone
Giovanni Girolamo Morone (ur. 25 stycznia 1509 w Mediolanie, zm. 1 grudnia 1580 w Rzymie) – włoski duchowny, kardynał.

## Życiorys
Pochodził z Mediolanu, był synem wielkiego kanclerza księstwa Mediolanu Girolamo Morone. Biskup Modeny 1531–50 i 1564–71. W latach 1536–1542 kilkakrotnie przebywał w Niemczech jako papieski wysłannik, z zadaniem promowania idei soboru powszechnego. W 1542 papież Paweł III mianował go kardynałem prezbiterem S. Vitale, a następnie powierzył mu oraz dwóm innym kardynałom prowadzenie obrad Soboru Trydenckiego. Legat w Bolonii 1544–48. W 1550 papież Juliusz III mianował go członkiem 10-osobowej komisji kardynalskiej ds. reformy Kościoła. Biskup Novary 1552–60. Był przyjacielem i protektorem św. Ignacego Loyoli, założyciela zakonu jezuitów. W 1552 współtworzył Collegium Germanicum. W styczniu 1555 mianowany legatem i nuncjuszem papieskim w Niemczech, w marcu jednak musiał wracać do Rzymu na konklawe.
Umiarkowanie kardynała wobec reformacji naraziło go na podejrzenia o sprzyjanie heretykom. Nowy (od 23 maja 1555) papież Paweł IV, poprzednio Wielki Inkwizytor, oskarżył kardynała Morone o herezję luterańską i w maju 1557 wtrącił go do więzienia. Prowadzenie procesu powierzono kardynałowi Ghisleri (późniejszy papież Pius V), który po drobiazgowych przesłuchaniach uznał go za niewinnego. Mimo to pozostał w więzieniu aż do śmierci Pawła IV w 1559. Bulla Pawła IV Cum ex Apostolatus Officio, uznająca za nieważny wybór heretyka na papieża, została wydana właśnie z myślą o kardynale Morone, był on bowiem uważany za papabile.
Następca Pawła IV, Pius IV, na konsystorzu w marcu 1560 ostatecznie oczyścił Morone z wszelkich zarzutów i mianował go kardynałem biskupem, najpierw Albano (1560–61), potem Sabiny (1561–62), Palestriny (1562–64), Frascati (1564–65) i Porto (1565–70). Legat na Soborze Trydenckim 1563 i w Niemczech 1564 Uczestniczył w Konklawe 1565–1566 jako subdziekan św. Kolegium, był bliski wybrania na papieża. Biskup Ostia e Velletri i dziekan Kolegium Kardynalskiego od 1570 roku. Legat papieski w Genui 1575 i na Sejmie Rzeszy w Ratyzbonie w 1576. Pełnił funkcje protektora Austrii, Anglii, Irlandii, Abisyńczyków (od 1560) i zakonu cystersów wobec Stolicy Apostolskiej.
Zmarł w Rzymie w wieku 71 lat. Pochowano go w kościele Santa Maria sopra Minerva. Był jednym z wybitniejszych przedstawicieli Kościoła w okresie reformacji.